# Tilen Kodrin
Tilen Kodrin (født 14. maj 1994 i Celje, Slovenien) er en slovensk håndboldspiller som spiller for RK Celje og Sloveniens herrehåndboldlandshold.
Han deltog under EM i håndbold 2020 i Sverige/Østrig/Norge.